# WISTA

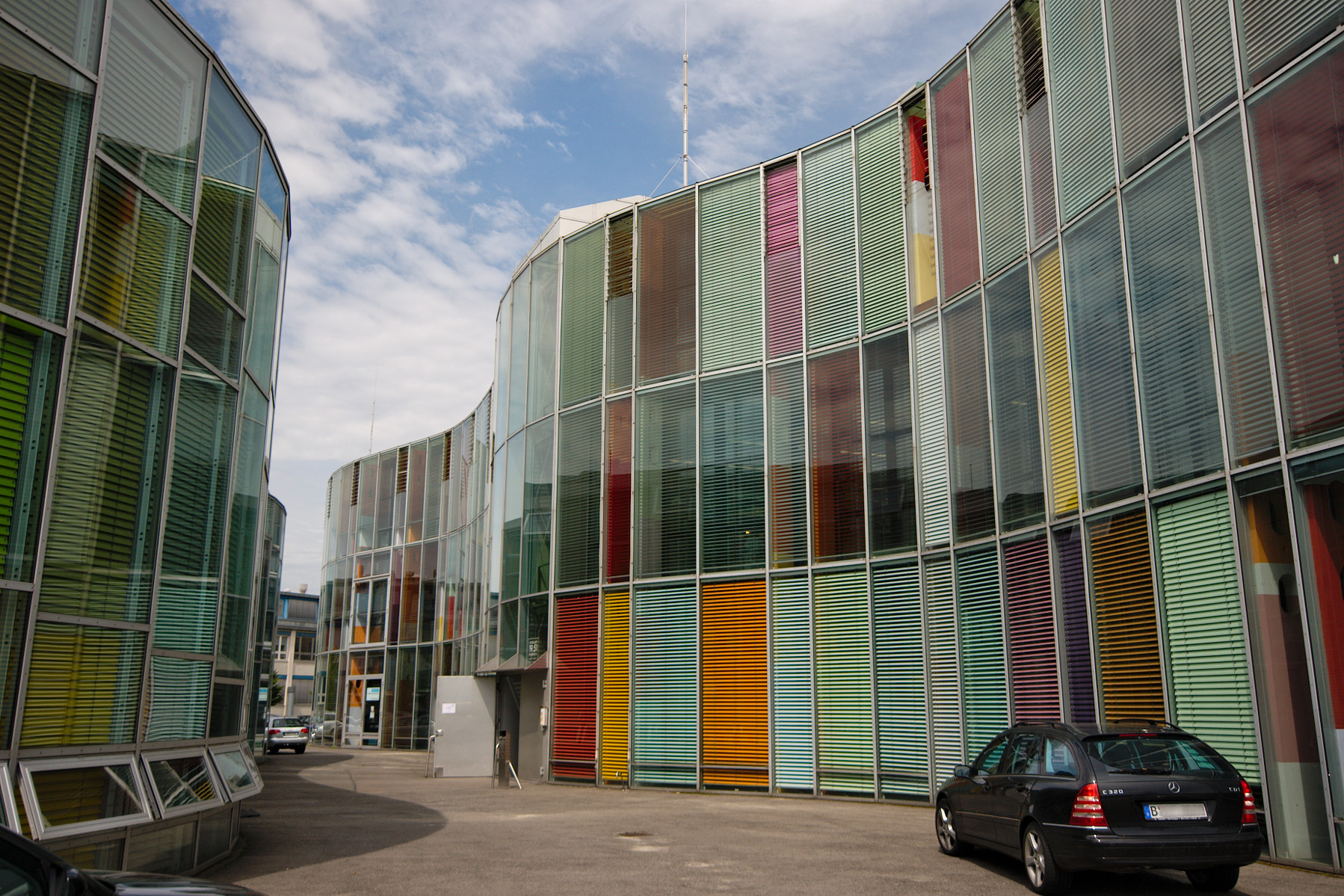
Fassadendesign des Photonikzentrums

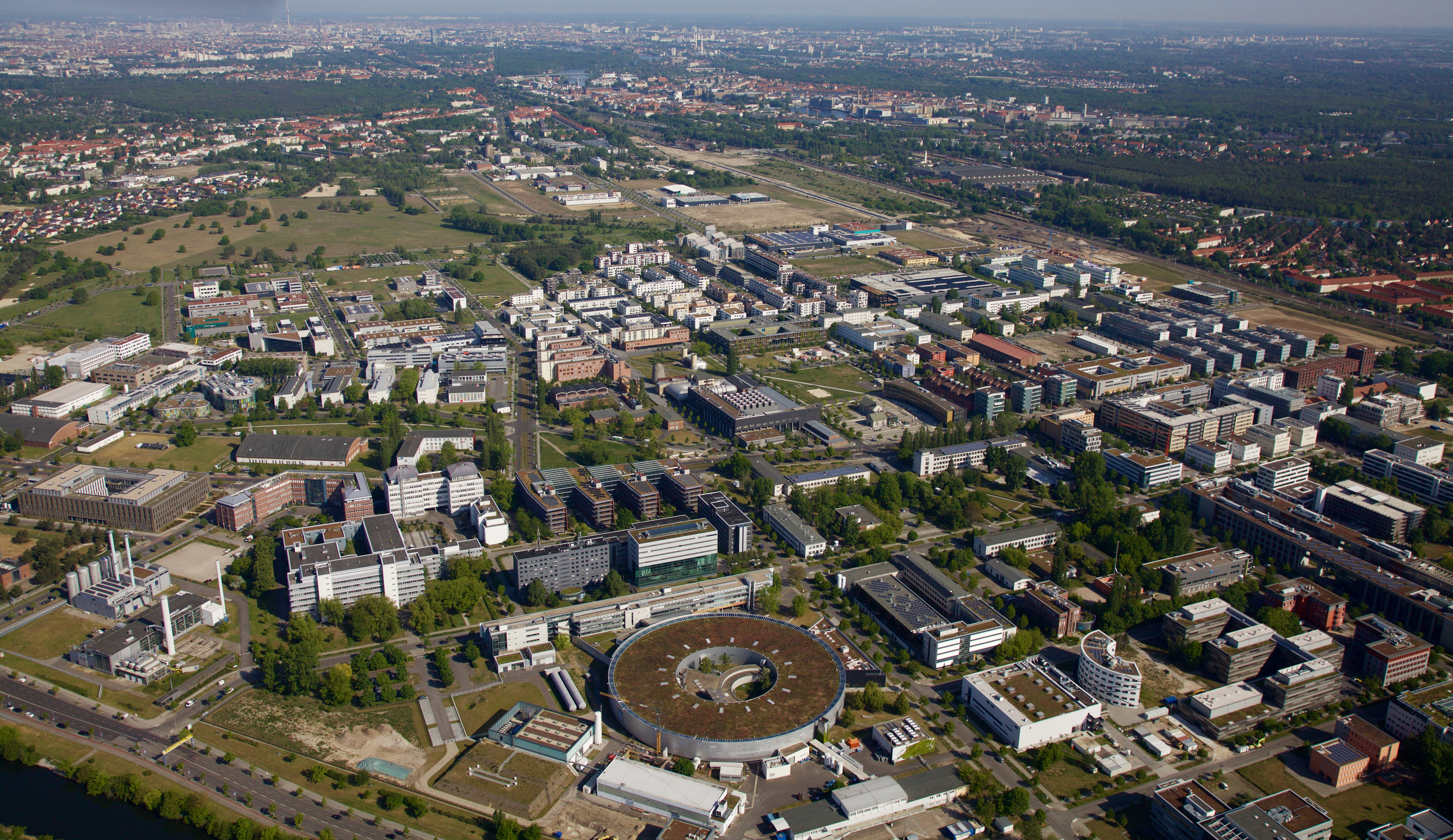
WISTA: Wissenschafts- und Wirtschaftsstandort Adlershof, 2019

Der Wissenschafts- und Wirtschaftsstandort Adlershof (kurz: WISTA) liegt im Berliner Ortsteil Adlershof des Bezirks Treptow-Köpenick.
Seit 1991 ist auf einer 4,6 Quadratkilometer großen Fläche eine Technologie-, Medien- und Forschungsstadt mit jeweils rund 1.330 Unternehmen, 28.000 Mitarbeitern und 6.400 Studierenden entstanden (Stand: 2023).
Das Gebiet gilt seit etwa 2005 als größter Technologiecluster Deutschlands und ist Standort von vielen Weltmarktführern in den unterschiedlichsten Branchen.

## Geschichte

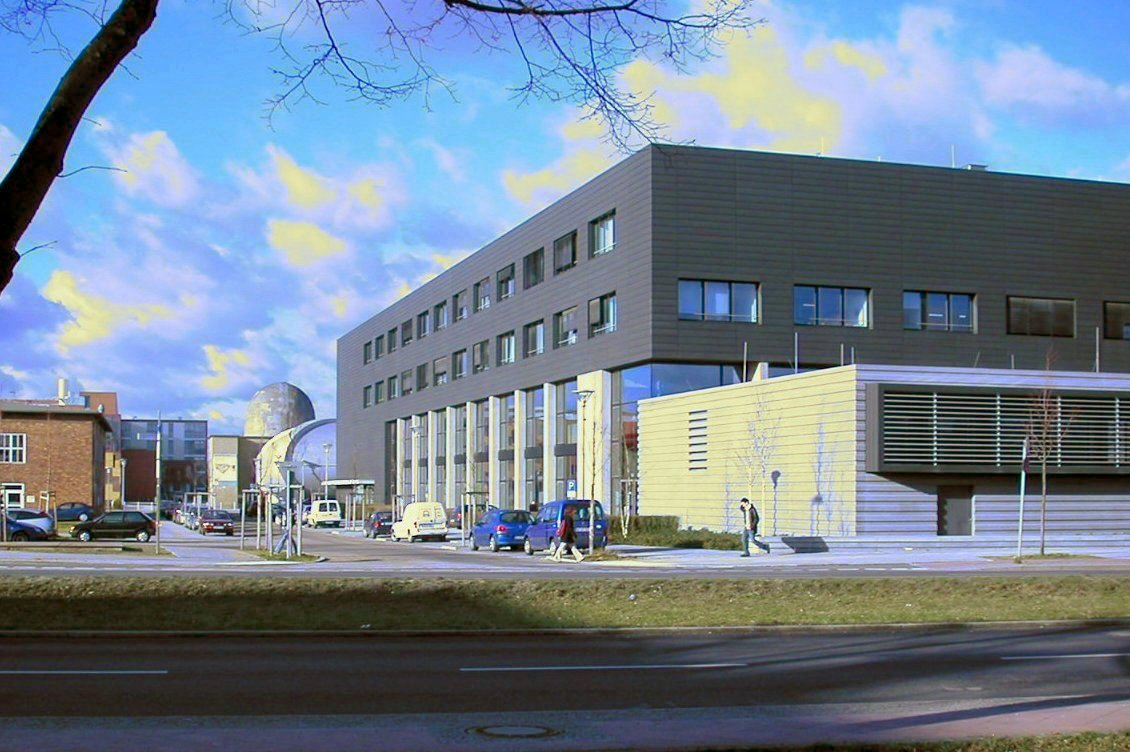
Bibliothek der Humboldt-Universität, 2005

Aus dem ehemaligen Gelände des Fernsehens der DDR, der Akademie der Wissenschaften der DDR und des Wachregiments „Feliks Dzierzynski“ wurde mit Hilfe öffentlicher Fördergelder der Wissenschafts- und Technologiepark Adlershof (WISTA) angelegt. Die 1991 vom Land Berlin gegründete Entwicklungsgesellschaft Adlershof mbH (EGA) firmierte 1994 in WISTA Management GmbH um und ist seitdem für den Betrieb und die Weiterentwicklung der Wissenschaftsstadt verantwortlich.
Das Adlergestell und die Bahntrasse trennen praktisch zwei Welten: Auf der einen Seite das hochtechnologisierte WISTA-Entwicklungsgebiet, auf der anderen Seite der historische, vor über 250 Jahren gegründete, alte Ortskern.
Als eigenständiges Projekt der Expo 2000 wurde der Wissenschafts- und Technologiepark Adlershof unter der Projektbezeichnung Berlin Adlershof – Stadt für Wissenschaft, Wirtschaft und Medien großteils angelegt. Seit 2001 wird das Facilitymanagement durch die WISTA.Service (ehemals: Adlershof Facility Management GmbH), ein Tochterunternehmen der WISTA Management GmbH, erbracht.
In den gesamten Jahren seit Entwicklungsbeginn gelang es, auf dem Park zahlreiche Unternehmen aus der Hightech-Branche anzusiedeln. Einen großen Entwicklungsschub erfuhr der WISTA durch den schrittweisen Umzug der naturwissenschaftlichen Bereiche der Humboldt-Universität aus der Berliner Innenstadt nach Adlershof. In der Zeit von 1998 bis 2003 siedelten sich auf dem Campus Adlershof die Mathematisch-Naturwissenschaftliche Fakultät mit den Instituten für Chemie, Informatik, Mathematik, Physik und dem Geografischen Institut, sowie das Institut für Psychologie der Lebenswissenschaftlichen Fakultät an.

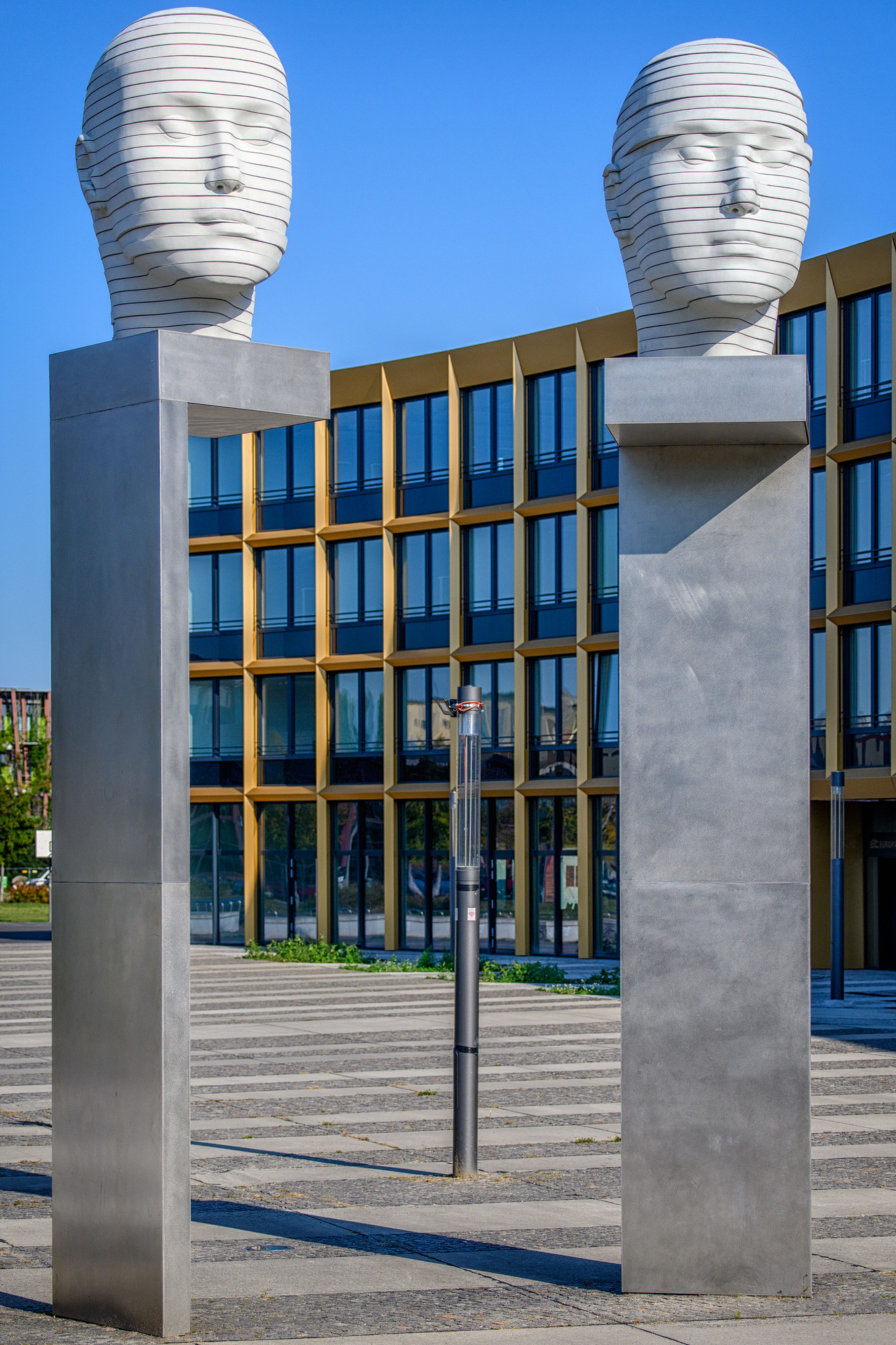
Kunstinstallation Zwei Köpfe in Bewegung, 2019

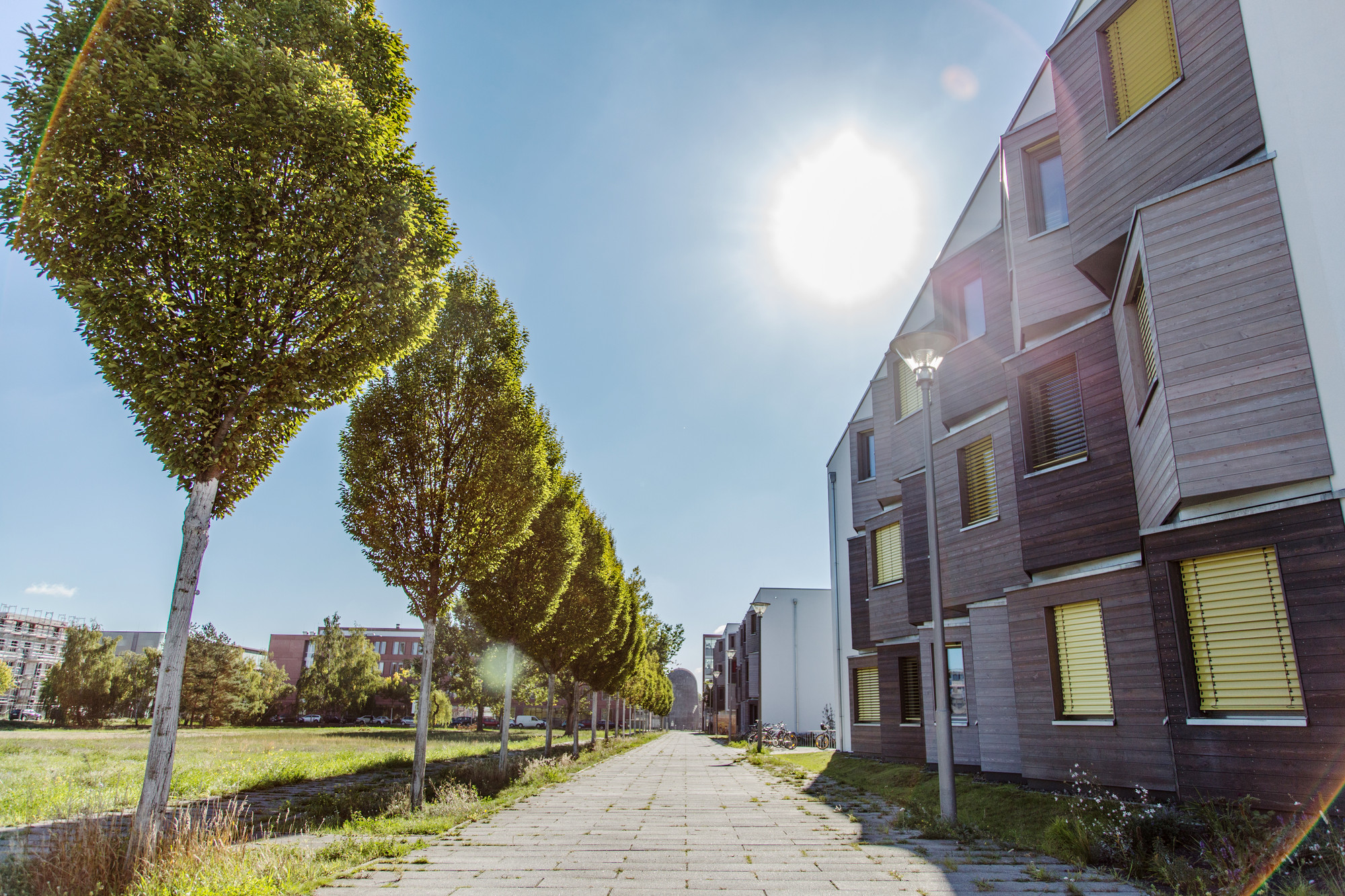
Studentendorf Adlershof, 2015

2007 wurde die WISTA aus dem Entwicklungsrecht entlassen. Der Ausbau geht entsprechend den bezirklich ausgewiesenen Projekten weiter, darunter die Bauvorleistungen am Nordrand bis zur Hermann-Dorner-Allee. Hier liegen noch einige erschlossene größere Flächen zur Bebauung in Reserve (Stand: 2012).
Spitzenforschung und Nachwuchsförderung betreibt die Humboldt-Universität vor Ort mit den Integrativen Forschungsinstituten IRIS Adlershof und IRI THESys. Seit 2007 setzt sich die Universität mit dem FiNCA-Projekt zugleich für Chancengleichheit in Wissenschaft und Forschung ein und fördert auf dem Campus weibliche Nachwuchskräfte in den mathematisch-naturwissenschaftlichen Disziplinen. Mit dem 2023 gegründeten Center for the Science of Materials Berlin (CSMB) der Humboldt-Universität wird die in Adlershof vorhandene Expertise von universitären und außeruniversitären Einrichtungen sowie Gründern für Innovationsprozesse und in den Materialwissenschaften gebündelt. Der Fokus liegt in der Erforschung von Zukunftsmaterialien für neuartige Batterien, Katalysatoren, Solarzellen und 3D-Drucktechnologie.
Um einen Transfer der Quantentechnologien in die vielfältigen Anwendungsfelder voranzutreiben, wurde im Zuge der Berlin Quantum Alliance (BQA) ein neuer Innovationshub und Coworking-Space für Quantentechnologien das "Leap" im Innovations- und Gründungszentrum Berlin Adlershof eingerichtet.
Ein großer privater Investor auf dem WISTA-Gelände ist seit den 2010er Jahren die kommerzielle Berliner Entwicklungsgesellschaft immobilien-experten-ag. Sie errichtet den Campus für Gewerbe und Technologie „Am Oktogon“. Dominantes Bauwerk wird der Tower B5, der eine torartige Situation in diesem Parkbereich darstellen wird und nach Entwurf des Architekten Gunter P. J. Bürg entsteht. Der siebengeschossige Turm bietet eine Nutzfläche von 3600 m² und soll als Wahrzeichen des Campus, der dann 17 Neubauten umfasst, dienen.

## Einrichtungen

### Überblick

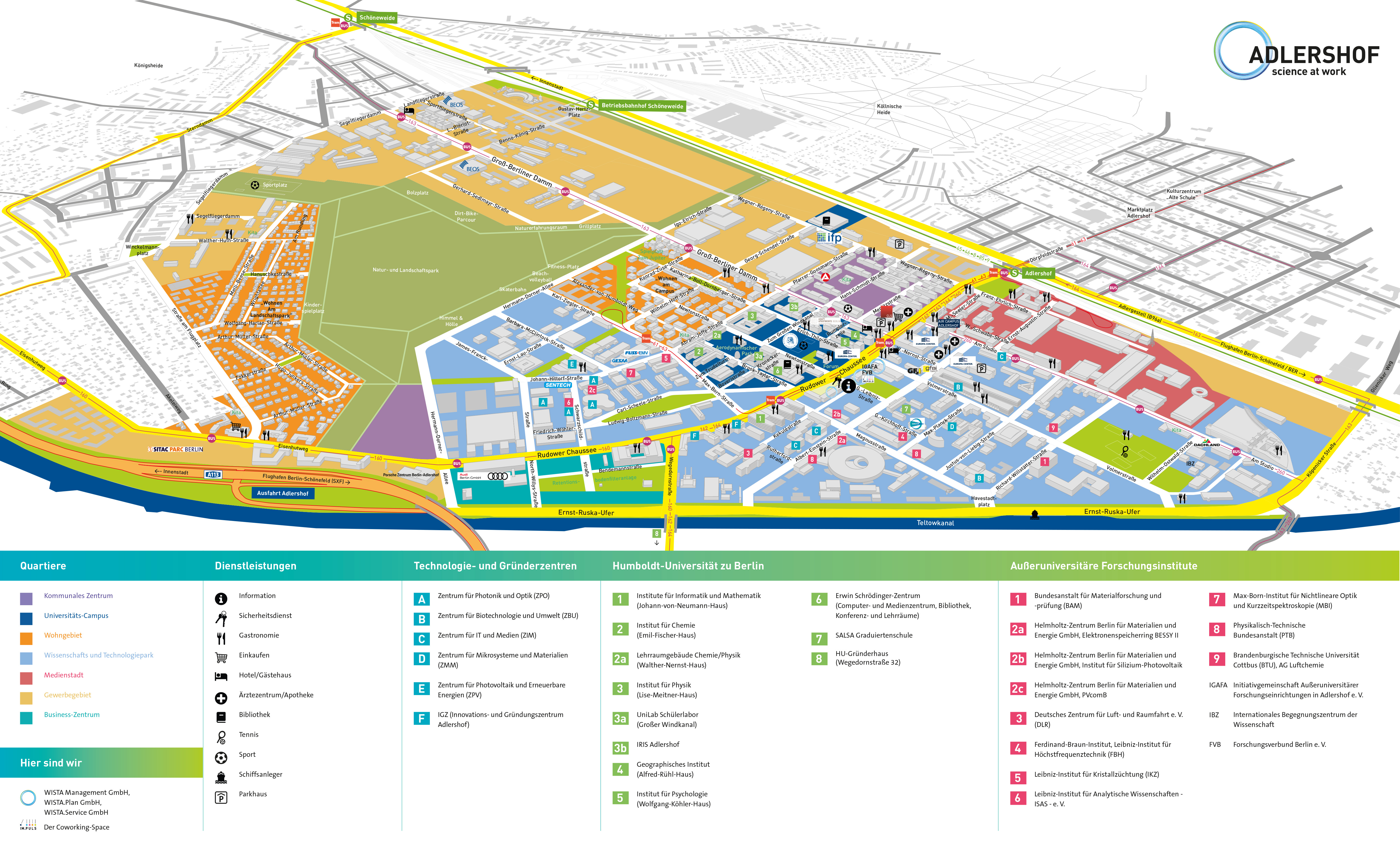
WISTA-Gelände in Berlin-Adlershof
(Stand: 2019)
Universitäts-Campus
Wissenschafts- und Technologiepark
Wohngebiet
Medienstadt
Gewerbegebiet
Business-Zentrum

2023 beherbergte der Wissenschafts- und Wirtschaftsstandort Adlershof rund 1.330 Unternehmen, elf außeruniversitäre Forschungseinrichtungen und sieben Hochschulinstitute mit rund 28.000 Beschäftigten, darunter
- sieben naturwissenschaftliche Institute der Humboldt-Universität zu Berlin (Chemie, Informatik, Mathematik, Physik, Psychologie, Geografie, sowie IRIS Adlershof) mit rund 6.400 Studierenden und 1.100 Mitarbeitenden,
- elf außeruniversitäre wissenschaftliche Einrichtungen mit 2.900 Mitarbeitenden,
- 590 Unternehmen mit 9.400 Mitarbeitenden im Wissenschafts- und Technologiepark,
- 230 Unternehmen mit 3.300 Mitarbeitenden in der Medienstadt,
- 510 Gewerbe und Dienstleistungs-Unternehmen mit 11.300 Mitarbeitenden.

### Branchen
Der Wissenschafts- und Technologiepark Adlershof ist einer der Berliner Zukunftsorte mit überregionaler Strahlkraft. In folgenden Branchen wird am Standort geforscht, entwickelt und gearbeitet (Stand: 2023):
- Photonik und Optik
- Photovoltaik und Erneuerbare Energien
- Mikrosysteme und Materialien
- Informationstechnik (IT) und Medien
- Biotechnologie und Umwelt

### Firmen
In den von der WISTA Management GmbH betriebenen Technologie- und Gründerzentren finden junge Firmen und Gründer professionelle Unterstützung, um in Adlershof sesshaft zu werden. Auf dem WISTA-Areal waren 2023 insgesamt rund 1.330 Unternehmen angesiedelt.

### Forschung

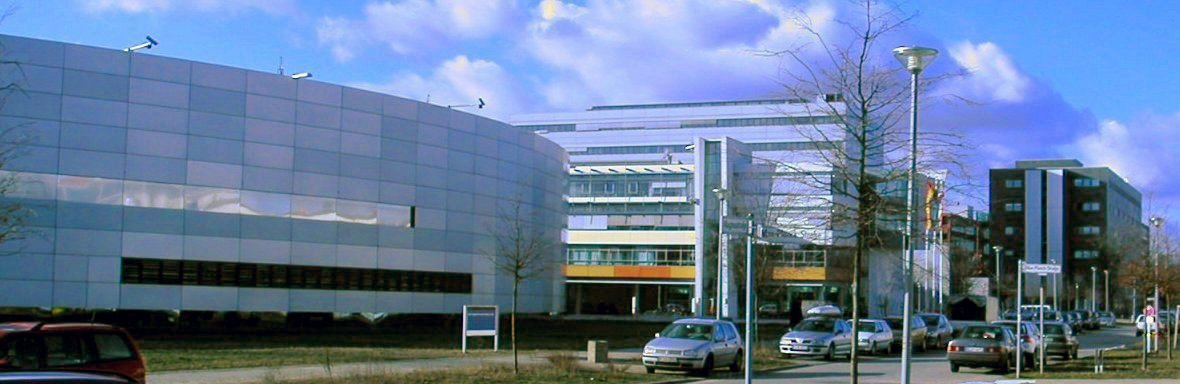
BESSY und Fraunhofer-Institut für Rechnerarchitektur und Softwaretechnik (FIRST)

Mehrere außeruniversitäre Forschungsinstitute sind auf dem Gelände angesiedelt, unter anderem
- das Max-Born-Institut für Nichtlineare Optik und Kurzzeitspektroskopie (MBI),
- die Physikalisch-Technische Bundesanstalt (PTB),
- das Leibniz-Institut für Analytische Wissenschaften e. V. (ISAS),
- das Leibniz-Institut für Kristallzüchtung (IKZ),
- das Helmholtz-Zentrum Berlin für Materialien und Energie (HZB),
- das Ferdinand-Braun-Institut – Leibniz-Institut für Höchstfrequenztechnik (FBH),
- die Bundesanstalt für Materialforschung und -prüfung (BAM), sowie
- das Deutsche Zentrum für Luft- und Raumfahrt (DLR).

## Entwicklungsgesellschaft
Die Entwicklungsgesellschaft WISTA.Plan GmbH (ehemals: Adlershof Projekt GmbH) als städtebaulicher Entwicklungsträger und Treuhänder des Landes Berlin ist verantwortlich für die Entwicklung, Bauleitplanung, Projektsteuerung der Beräumungs- und Infrastrukturmaßnahmen, Verwaltung des Treuhandvermögens sowie die Ansiedlung von Unternehmen im Entwicklungsbereich der WISTA (Johannisthal/Adlershof).

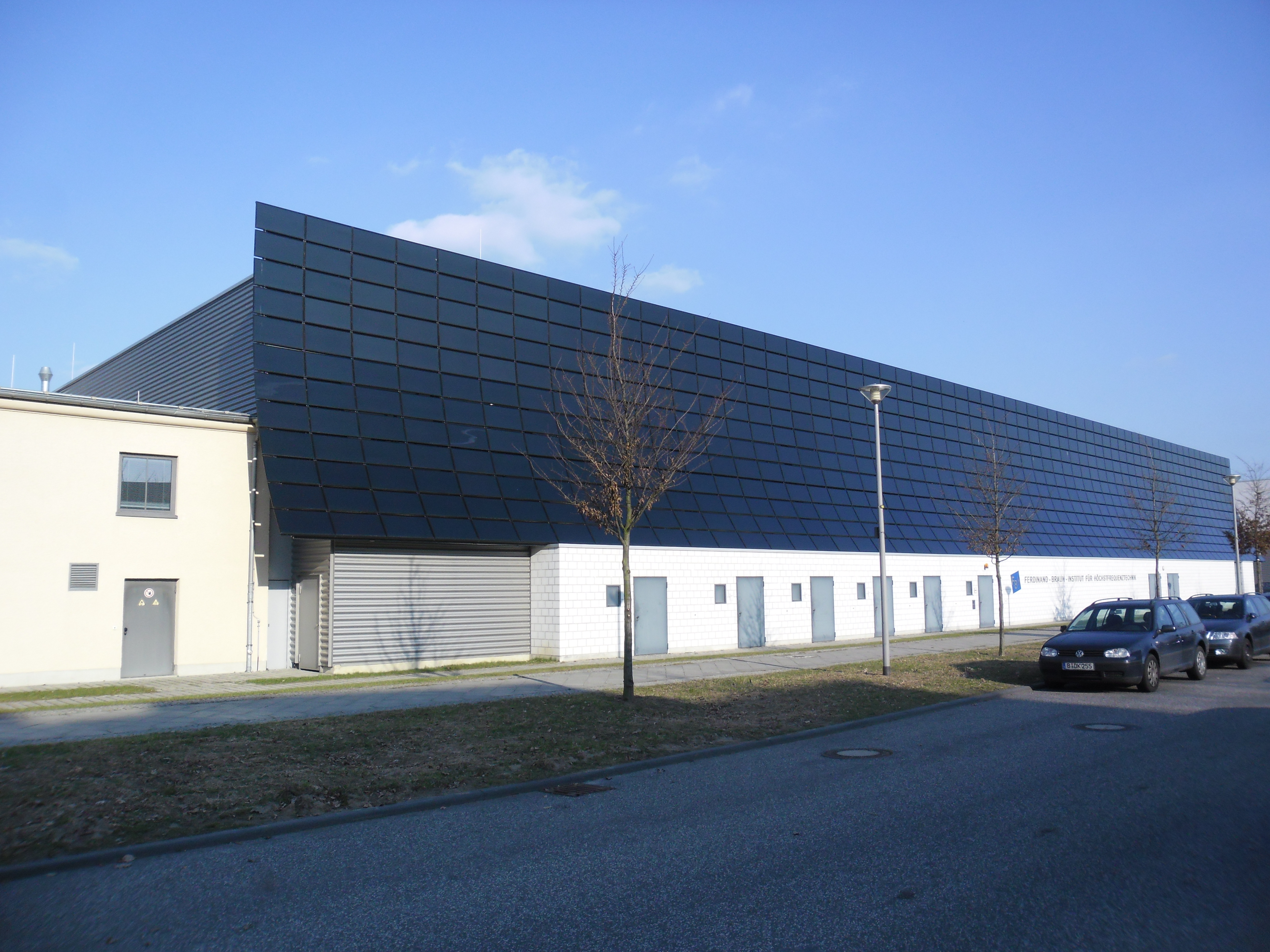
Das Ferdinand-Braun-Institut mit seinem Solarzellendach

Als Berliner Landesgesellschaft ist sie für Marketing, Öffentlichkeitsarbeit und Wirtschaftsförderung am Standort Adlershof zuständig. Mit den WISTA-Gründerzentren, Business und Gründungsprogramme unterstützt sie die Ansiedlung von Unternehmen und Start-ups im Technologiepark. Zudem ist sie an der Entwicklung weiterer Zukunftsorte in Berlin beteiligt: in Charlottenburg mit dem Charlottenburger Innovations-Centrum (CHIC), in Lichterfelde mit dem Aufbau des Technologie- und Gründungszentrums FUBIC und in Marzahn für die Vermarktung der Flächen des CleanTech Business Park Marzahn (CBP).
Mit dem Wohnbauprojekt Wohnen am Campus sind im Entwicklungsgebiet Adlershof auf 17 Hektar nördlich der Rudower Chaussee über 1.600 Miet- und Eigentumswohnungen, Townhouses und knapp 400 Studentenapartments entstanden. Zwei der Bauprojekte aus dem Quartier wurden 2017 ausgezeichnet. Tetris Adlershof erhielt den German Design Award und den Deutschen Ziegelpreis. Das Newtonprojekt gewann den Ideenwettbewerb EnEff.Gebäude.2050 in der Kategorie „Konzepte zukunftsweisender Gebäude und Quartiere“. Laufende Wohnbauprojekte sind neben Wohnen am Campus II, das Mietwohnprojekt „Straße am Flugplatz“ und am Eisenhutweg auf einem 16.000 m² großem Areal die „Viva City Adlershof“. Ende 2023 gab es im Adlershofer Entwicklungsbereich bereits rund 3.300 Wohneinheiten. Weitere Wohnungen kommen in den nächsten Jahren hinzu.
Aus GRW-Mitteln flossen bisher über rund 540 Millionen Euro Fördermittel in die Infrastruktur der Wissenschaftsstadt Adlershof.

## Infrastruktur

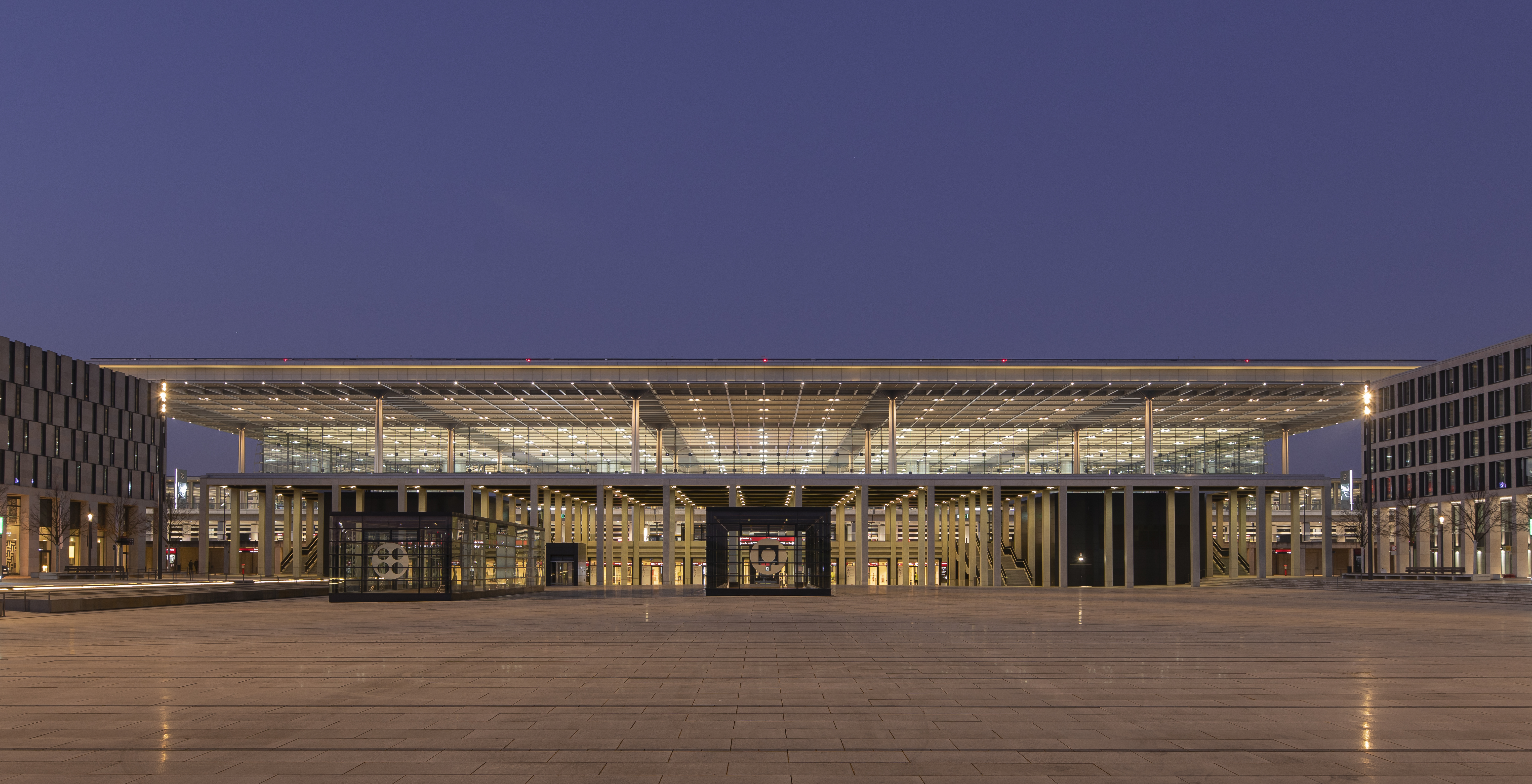
Der Terminal 1 des BER

### Verkehrsanbindung
Südwestlich des Geländes verläuft die A 113 und östlich davon die B 96a.
Am östlichen Rand des WISTA befindet sich der S-Bahnhof Adlershof, der von den S-Bahn-Linien S45, S46, S8, S85 und S9 bedient wird. Er wurde zu Beginn der 2000er Jahre neu gebaut und so verlegt, dass eine bessere Umsteigemöglichkeit zu den anderen Nahverkehrsmitteln entstand.
Zudem ist der Standort durch folgende Linien der Straßenbahn Berlin erschlossen:
- M17: Falkenberg – S Schöneweide – S Adlershof
- 61: S Schöneweide – S Adlershof – S Friedrichshagen – Rahnsdorf/Waldschänke
- 63: Landschaftspark Johannisthal – S Adlershof – S Köpenick (– Mahlsdorf, Rahnsdorfer Straße)

Der Flughafen Berlin Brandenburg liegt rund sieben Kilometer vom Wissenschafts- und Wirtschaftsstandort entfernt. Das Gelände wird südlich vom Teltowkanal begrenzt. Der nächstgelegene Hafen ist Rudow-Ost.

### Kommunikation
2019 ging im Wissenschafts- und Wirtschaftsstandort Adlershof eine der deutschlandweit ersten Antennen der 5G-Technik in Betrieb. Die Anlage ermöglicht entsprechend ausgerüsteten Mobiltelefonen eine Download-Geschwindigkeit von rund 500 Megabit pro Sekunde. Seit 2021 baut die WISTA Management GmbH im Technologiepark Adlershof ein exklusives 5G-Campusnetz auf.
Das bestehende Glasfasernetz wurde 2021 auf 100 Gbit/s (redundant) aufgerüstet und bildet die Plattform für neue Technologien und Anwendungen. Zudem verfügt der Standort über ein flächendeckendes LoRaWAN Netz, das für die Übermittlung von kleinen Datenmengen über eine Distanz von mehreren Kilometern geeignet ist und ein FreeWLAN-Angebot, das an 70 Übertragungsstationen zur kostenfreien Nutzung bereitsteht.
Seit Frühjahr 2022 steht allen Unternehmen und wissenschaftlichen Einrichtungen im Technologiepark Adlershof zur Erprobung eigener 5G Use Cases die a:head area in der Rudower Chaussee 24 Forum Adlershof zur Verfügung.